# Рослов, Василий Иванович
Василий Иванович Рослов — советский военный деятель, полковой комиссар.

## Биография
Родился в 1894 году в селе Новый Городок Саратовской области. Образование: высшее.
Служил в Русской императорской армии в качестве подпоручика 253-го пехотного Перекопского полка 1 бригады 64-й пехотной дивизии. Кавалер ордена Святого Георгия IV класса.
В Красной Армии с марта 1918 года. Член ВКП(б) с 1919 года. Участник Гражданской войны, в ходе которой занимал должность командира полка. За освобождение Омска (Омская операция) был награждён орденом Красного Знамени. В 1920 году командир 2 бригады 27-й стрелковой дивизии 5-й армии Восточного фронта РККА (командующий фронтом В. А. Ольдерогге). 
В 1920—1921 гг. начальник 24-й пехотной Омской школы комсостава. В феврале 1921 года командир Образцового отряда — подавлял антибольшевистское вооружённое выступление. Начальник и комиссар Высшей школы Центрального Совета Осоавиахима СССР
Арестован 21 февраля 1938 года. Военной коллегией Верховного Суда СССР 1 сентября 1938 года, по обвинению в участии в военно-фашистском заговоре приговорён к расстрелу. Приговор приведён в исполнение 1 сентября 1938 года. Похоронен на полигоне Коммунарка.
Определением Военной коллегии от 12 марта 1957 года реабилитирован.

## Награды
- Орден Красного Знамени (1920)[2];
- Кавалеры ордена Святого Георгия IV класса Р.